# La–150
A La–150 (NATO-kódja: Type 3) az első sugárhajtású vadászrepülőgép, melyet az OKB–301 tervezőiroda tervezett Szemjon Lavocskin vezetésével. Sztálin 1945 februárjában adott megbízást egy együléses könnyű vadászgép tervezésére és gyártására, melynek hajtóművéül a Junkers Jumo 004B sugárhajtóművet szánták.
A La–150 levegőbeömlő nyílása a gép orrában volt, a hajtómű a pilótaülés alatt helyezkedett el rövid fúvócsővel, trapéz alakú vállszárnyas konstrukcióval. Az első generációs szovjet vadászrepülőgépek között egyedülálló módon az orrkerekes futómű főfutóit is a törzsbe húzta be. A Mikojan–Gurjevics és a Jakovlev tervezőirodának ugyanerre a megrendelésre készített konstrukcióihoz hasonlóan a La–150 tervei alapján is megrendelték néhány prototípus legyártását. Az első prototípus 1946. szeptember 11-én szállt fel, hajtóműve a Jumo motor szovjet változata volt, az RD–10 8,8 kN (900 kp) tolóerővel. A La–150 sárkánya erős és nehéz konstrukció lett, emiatt a motor tolóereje nem bizonyult elegendőnek. Az első prototípusnál erős függőleges tengely körüli instabilitást tapasztaltak, ezt a további gépeknél kiküszöbölték a szárnyvégek lehajlításával, de a nagy sebességeknél farokfelületeken fellépő erős oszcillálást, ami a törzs hátsó részének nem kielégítő merevsége miatt következett be, nem tudták leküzdeni. Végül öt prototípus után a programot 1947-ben leállították, miután a gép részt vett a május elsejei díszszemlén a Vörös tér felett és a tusinói légiparádén.

## Változatok
- La–VRD – Nem igazi változat, hanem Lavocskin első próbálkozása sugárhajtású repülőgép tervezésére. A tervezett hajtómű a Ljulka SZ–18-as típusa lett volna, de ennek fejlesztése késett, és a tervezőiroda Moszkvába való visszaköltözése a program felfüggesztését eredményezte.
- La–150M – Egy La–150-et módosítottak La–150M-re. A főbb különbség a leszerelhető szárny volt lefelé hajló szárnyvégekkel, ezen kívül szélesebb pilótaülést és több kisebb változtatást is véghezvittek.
- La–150F – Egy La–150-et átalakítottak utánégetővel. Ennek a hajtóműnek a Jakovlev módosításhoz hasonlóan szintén RD–10F volt a típusjele, de teljesen más konstrukció volt.

## Műszaki adatok (La-150)[1]
- személyzet: 1 pilóta

### Méretek
- Hossz: 9,42 m
- Fesztáv: 8,20 m
- Magasság: 2,6 m
- Szárnyfelület: 12,15 m²

### Tömeg
- Üres tömeg: 2156 kg
- Teljes tömeg: 2973 kg

### Hajtómű
- Típusa: 1 x RD–10 gázturbinás sugárhajtómű
- Tolóerő: 8,8 kN

### Teljesítményadatok
- Legnagyobb sebesség: 878 km/h
- Hatótáv: 493 km
- Magasság: 12 600 m
- Emelkedési sebesség: 22,1 m/s
- Felületi terhelés: 244,6 kg/m²
- Tolóerő/súly: 0,303

### Fegyverzet
- 2 × 23 mm NSZ–23 gépágyú 75 lőszerrel

## Fordítás
- Ez a szócikk részben vagy egészben  a   Lavochkin_La-150 című angol Wikipédia-szócikk ezen változatának fordításán alapul.  Az eredeti cikk szerkesztőit annak laptörténete sorolja fel. Ez a jelzés csupán a megfogalmazás eredetét és a szerzői jogokat jelzi, nem szolgál a cikkben szereplő információk forrásmegjelöléseként.

## Külső hivatkozások
- A La–150 az Ugolok nyeba (airwar.ru) oldalán (oroszul)
- Самолеты Страны Советов
- Avia Deja Vu
- Aкадемик